# دلبل (كورنوال)
دلبل (بالإنجليزية: Delabole)‏ هي قرية تقع في المملكة المتحدة في كورنوال. يقدر عدد سكانها بـ 2,500 نسمة .

## أعلام
- فيليب غروس